# 칸데시어
칸데시어(Khandeshi)은 중부 인도아리아어군의 언어 또는 언어군으로 마하라슈트라주 북부의 칸데시(Khandesh) 지역에서 사용된다. 칸데시어와 아히라니어라는 방언이 있다.